# 中国历史地图集
《中国歷史地图集》是由中国社会科学院主办，复旦大学、中国社科院、中央民族学院、国家测绘局、南京大学、云南大学、武汉测绘科技大学、中国地图出版社等单位共同绘制的一套歷史地图集，谭其骧教授主编，中国地图出版社出版。《中国历史地图集》绘制的地图是目前许多中国历史地图书籍和中国歷史教科书上地图的蓝本。

## 内容
地图集共八册，范围从远古时期到清朝。内容主要是中国历史上各時期中某個年份的一级及二级政区图，而並不反映歷史事件。共有图304幅。
- 第一册：原始社会·夏·商·西周·春秋·战国时期
- 第二册：秦·西汉·东汉时期
- 第三册：三国·西晋时期
- 第四册：东晋十六国·南北朝时期
- 第五册：隋·唐·五代十国时期
- 第六册：宋·辽·金时期
- 第七册：元·明时期
- 第八册：清时期

## 编例
图集编者认为：中国由几十个民族共通缔造，各少数民族在各个历史时期不论是隶属于中原王朝或是自立政权，都是中国的一部分。
基于以上观点，图集将十八世纪五十年代清朝完成统一之后，至十九世纪四十年代“帝国主义”入侵以前的中国版图作为“中国”的范围。在此基础上，将历史时期所有在这个范围之内活动的民族都认定为中国史上的民族，并将这些民族所建立的政权都作为“中国”的一部分展现。
某些政权的辖境在某些时期一部分在上述范围内，一部分在范围外，针对这种情况，图集以政权的政治中心为转移，即：中心在范围内则视为中国政权，在范围外则作为邻国。

## 出版情况
该图开始编写于1950年代。编委会原先设想把清代杨守敬所编绘的《歷代舆地圖》予以纠正、增补，并移绘到今地图上。但后来发现原设想行不通，就多次修改计划。1973年完成编稿，1974年以中華地圖學社名義开始内部发行，迟到1982年才公开出版。原计划在1984年底将八册出齐，但因种种原因，直至1987年才出齐全八册。限於篇幅，書中的歷史地圖沒有附以相應釋文。
1990年代由臺灣曉園出版社及香港三联书店發行繁體字版，修正了簡体字版的一些錯誤。

## 简明中国歷史地图集
1991年又出版了《简明中国歷史地图集》，只收录中国歷史上各朝代的全图，而不含一、二级政区图，并增加了中华民国的两幅全图及各朝代全图的文字说明。

## 根据《中国历史地图集》绘制的地图[註 1]

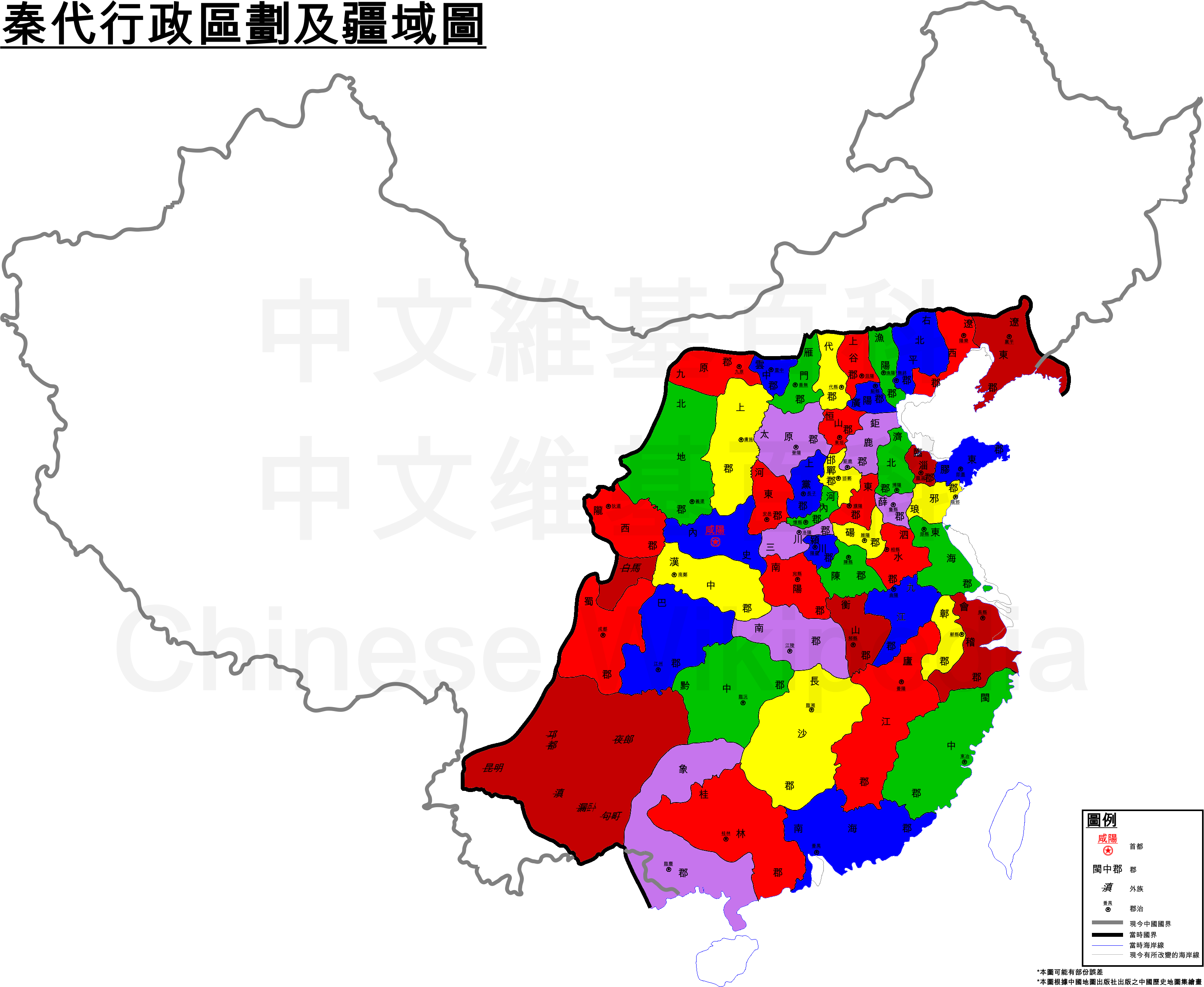
秦代行政區劃及疆域圖[註 2]
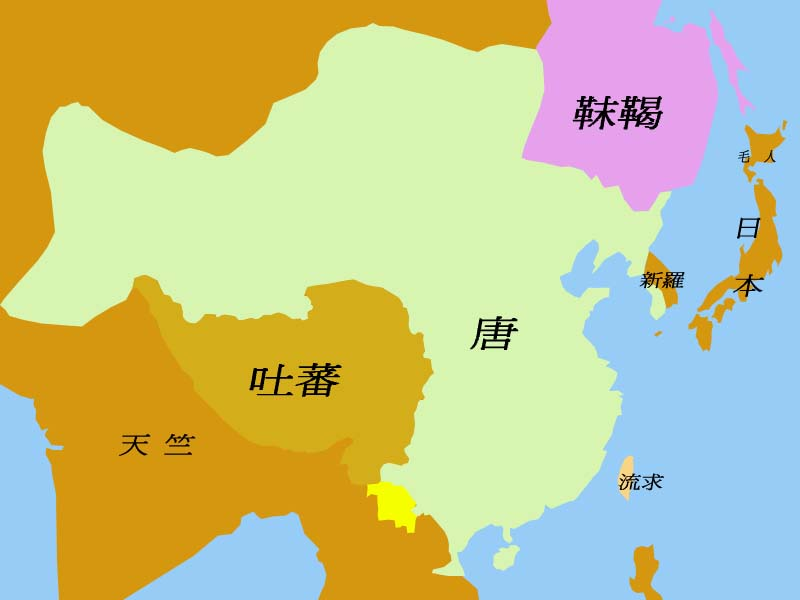
唐高宗總章二年（669年）的唐朝疆域[註 3]
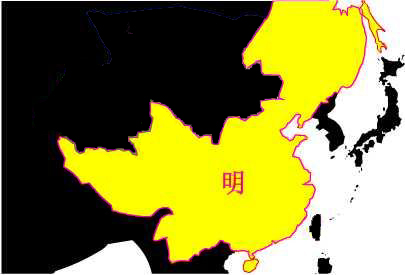
明宣宗宣德八年（1433年）明朝疆域